# Awakening (álbum de Blessthefall)
Awakening é o terceiro álbum de estúdio da banda americana de post-hardcore Blessthefall. Foi lançado em 04 de Outubro de 2011, pela Fearless Records. É o segundo álbum da banda com o vocalista Beau Bokan e o primeiro com o guitarrista Elliott Gruenberg após a saída de Mike Frisby. O álbum foi produzido por Michael "Elvis" Baskette, o mesmo produtor do segundo álbum, Witness. O primeiro single do álbum, "Promised Ones," foi lançado em 16 de Agosto de 2011, através da página da banda no Facebook. Em 12 de Setembro, a música "40 Days..." foi lançado no site IGN, e está diretamente relacionada com a música "And Counting.." da cantora americana de synthpop Lights. Ele estreou em número #32 na Billboard 200, vendendo mais de 11.290 de cópias em sua primeira semana. No Canadá, o álbum estreou como número #88 na parada Canadian Albums Chart.
| Críticas profissionais | Críticas profissionais |
| Avaliações da crítica  | Avaliações da crítica  |
| Fonte                  | Avaliação              |
| ---------------------- | ---------------------- |
| Absolute Punk          | 60%                    |
| Allmusic               | [ 2 ]                  |
| Alternative Press      | [ 3 ]                  |
| Alter the Press!       | [ 4 ]                  |
| EspyRock               | [ 5 ]                  |
| IGN                    | [ 6 ]                  |
| KillHipsters           | [ 7 ]                  |
| Mind Equals Brown      | [ 8 ]                  |
| Punktastic             | [ 9 ]                  |
| Revolver               | [ 10 ]                 |
| Rockfreaks.net         | [ 11 ]                 |
| Sputnik Music          | [ 12 ]                 |
| Stars Entertainment    | [ 13 ]                 |

## Faixas
| N.º | Título                          | Duração |  |
| 1.  | "Awakening"                     |         |  |
| 2.  | "Promised Ones"                 |         |  |
| 3.  | "Bottomfeeder"                  |         |  |
| 4.  | "I'm Bad News, in the Best Way" |         |  |
| 5.  | "The Reign"                     |         |  |
| 6.  | "40 Days..."                    |         |  |
| 7.  | "Bones Crew"                    |         |  |
| 8.  | "Don't Say Goodbye"             |         |  |
| 9.  | "Undefeated"                    |         |  |
| 10. | "Till the Death of Me"          |         |  |
| 11. | "Flatline (Interlude)"          |         |  |
| 12. | "Meet Me at the Gates"          |         |  |

| iTunes Faixa Bônus |                                       |         |  |
| N.º                | Título                                | Duração |  |
| 13.                | "Promised Ones (Big Chocolate Remix)" |         |  |

## Créditos
Blessthefall
- Beau Bokan - Vocal
- Eric Lambert - Guitarra Principal, Vocal De apoio
- Elliott Gruenberg - Guitarra Base
- Jared Warth - Baixo, Vocal Gutural, Programação
- Matt Traynor - Bateria, Percussão

Músicos adicionais
- Christopher Dudley (Tecladista do Underoath) - sintetizadores[14]

Produção
- Michael "Elvis" Baskette - produção[15]
- Jeff Gross - artwork[16]